# Макар'євська (Ленінградська область)
Макар'євська (рос. Макарьевская) — присілок у Подпорозькому районі Ленінградської області Російської Федерації.
Населення становить 7 осіб. Належить до муніципального утворення Вінницьке сільське поселення.

## Історія
Згідно із законом від 1 вересня 2004 року № 51-оз належить до муніципального утворення Вінницьке сільське поселення.

## Населення
| 1873 | 1905 | 1997 | 2007 | 2010 |
| ---- | ---- | ---- | ---- | ---- |
| 36   | ↗75  | ↘20  | ↘16  | ↘7   |